# خيار البحر الشفاف
خيار البحر الشفاف (الاسم العلمي: Enypniastes) هو جنس يتبع فصيلة خيار البحر، يعيش في عُمق مياه البحار، وهو شفاف لدرجة أن بمقدور الإنسان رؤية الأمعاء الداخلية له.

## معرض صور

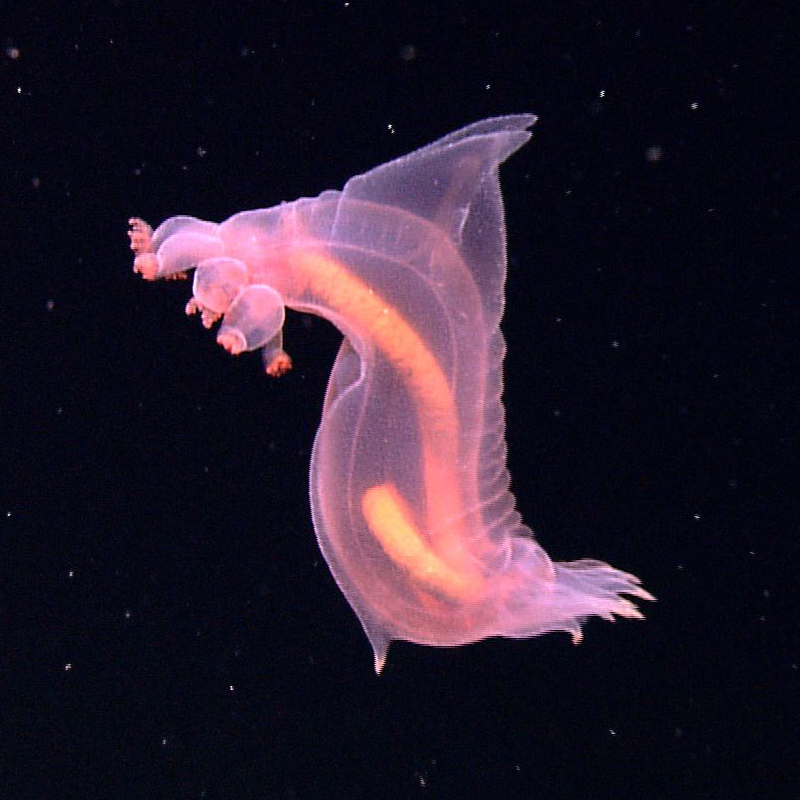
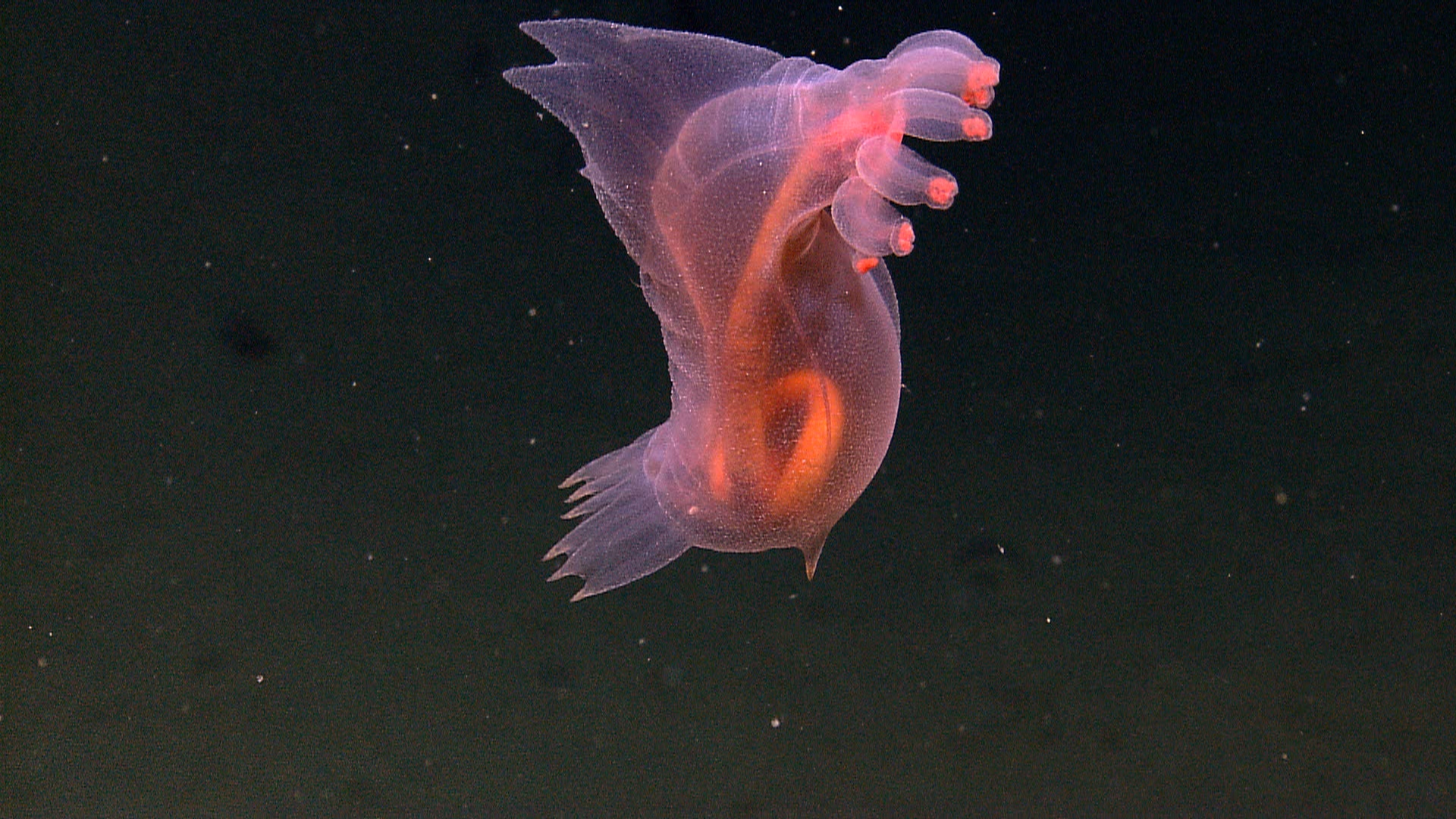